# Слезар, Генри
Генри Слезар (англ. Henry Slesar; 12 июня 1927 — 2 апреля 2002) — американский писатель. Настоящее имя — Генрих Шлоссер (Henry Schlosser). Печатался также под литературными псевдонимами — О. Х. Лесли (англ. O. H. Leslie), Джей Стрит (англ. Jay Street).

## Биография
Родился 12 июня 1927 года в Бруклине, Нью-Йорк, США. Его родители были еврейскими иммигрантами из России и Германии. Окончив среднюю школу начал писать сценарии. С 1955 года публикует более сотни коротких рассказов. Написал несколько сценариев по заказу Альфреда Хичкока для сериала «Альфред Хичкок представляет». За свой первый роман «Gray Flannel Shroud» в 1958 году получил премию Эдгара Аллана По. В 1974 году получает премию Эмми за телевизионный сериал «На пороге ночи» (1956—1984). В 1977 году снова получает за свой вклад премию Эдгара Аллана По.
Умер 2 апреля 2002 года от осложнений после операции в Нью-Йорк Сити, США.